# Berezów Średni (gmina)
Berezów Średni – dawna gmina wiejska w powiecie kołomyjskim województwa stanisławowskiego II Rzeczypospolitej. Siedzibą gminy był Berezów Średni.
Gminę utworzono 1 sierpnia 1934 r. w ramach reformy na podstawie ustawy scaleniowej z dotychczasowych gmin wiejskich: Akreszory, Bania Berezów, Berezów Niżny, Berezów Średni, Berezów Wyżny, Luczki i Tekucza.
Po II wojnie światowej obszar gminy znalazł się w ZSRR.